# Санта-Мария-ин-Трастевере (титулярная церковь)
Титулярная церковь Санта-Мария-ин-Трастевере (лат. Titulus Sanctae Mariae trans Tiberim) — одна из старейших и престижнейших кардинальских титулярных церквей, была создана Папой Александром I около 112 года и подтверждена Папой Каликстом I около 221 года. Папа Юлий I изменил её название на Юлий. Позднее, в 595 году, она стала называться титулярная церковь Юлия и Калликста. В первой половине VIII века титул был известен под именем Санта-Мадре-ди-Дио и, наконец, в период понтификата Папы Льва III, она получила титул Санта-Мария-ин-Трастевере. Согласно каталогу Пьетро Маллио, составленному в период понтификата Папы Александра III, титулярная церковь была связана с базиликой Сан-Пьетро, а его священники по очереди служили в ней мессу. Титул принадлежит базилики Санта-Мария-ин-Трастевере, расположенной в районе Рима Трастевере, на виа делла Палья.

## Список кардиналов-священников титулярной церкви Санта-Мария-ин-Трастевере
- Калеподий Римский — (112? — ?);
- Астеро (либо Астерио) — (118? — ?);
- Полина — (494 — ?);
- Септимий — (499);
- Марчеллино — (499 — до 514?);
- Джованни Селио — (514 — ?);
- Пьетро — (590 — ?);
- Таласио (или Талассио) — (731 — до 745);
- Анастасио — (745 — до 761);
- Андреа — (761 — ?);
- Бенедикт — (853 — 29 июля 855, избран Папой Бенедиктом III);
- Иоанн — (? — март 931 избран папой )[1];
- Адриано — (964 — до 972);
- Бенедикт — (972 — до 993, избран Папой Бенедиктом VI);
- Крещенцио — (993 — до 1026);
- Иоанн — (1025 — до 1049);
- Гвидо — (1049 — до 1061);
- Джованни Минуццо — (1061 — около 1067);
- Убальдо — (около 1067 — до 1077);
- Фальконе — (1077 — до 1088);
- Грегорио Папарони — (1088 — около 1099);
- Иоанн, O.S.B. — (1099 — около 1106);
- Эррико (или Энрико) — (1106 — около 1112);
- Пьетро — (около 1112 — около 1120);
- Пьетро Пьерлеони, O.S.B.Clun. — (декабрь 1120 — 14 февраля 1130 избранный антипапой);
  - Ионатан (младший) — (1130 — ?), псевдокардинал антипапы Анаклета II;
- Балдуин Пизанский, O.Cist. — (1136? — 1137 подал в отставку);
- Грегорио делла Субурра — (1138 — 1155, до смерти);
- Гвидо да Крема — (1155? — 22 апреля, 1164 избран антипапой Пасхалием III);
- Лаборанте Панормо (или Лаборанс) — (1179 — 1189, до смерти);
- Ги Паре, O.Cist. — (сентябрь 1190 — 1200, назначен кардиналом-епископом Палестрины);
- Гвидо де Папа — (1199 — 9 января 1207, назначен кардиналом-епископом Фраскати);
- Стефано де Нормандис деи Конти — (1228 — 8 декабря 1254, до смерти);
  - вакансия (1254 — 1262);
- Маттео Рубео Орсини — in commendam (1262 — 1305, до смерти);
  - вакансия (1305 — 1348);
- Доминик Серра, O. de M. — (29 мая — 9 июля 1348, до смерти);
- Гийом д’Эгрефой старший, O.S.B. — (17 декабря 1350 — 17 сентября 1367, назначен кардиналом-епископом Сабины);
- Пьер д’Эстен, O.S.B. — (7 июня 1370 — 28 сентября 1373, назначен кардиналом-епископом Остии и Веллетри);
  - Никколо Бранкаччо — (февраль 1379 — апрель 1388, назначен кардиналом-епископом Альбано — псевдокардинал антипапы Климента VII);
- Филипп Алансонский — (18 сентября 1378 — 4 июня 1380), in commendam (4 июня 1380 — 16 августа 1397, до смерти);
  - вакансия (1397 — 1408);
- Людовико Бонито — (19 апреля 1408 — 18 сентября 1413, до смерти);
- Ринальдо Бранкаччо — in commendam (1413 — 27 марта 1427, до смерти);
- Габриэле Кондульмер, C.R.S.A. — (1426 — 3 марта 1431, избран Папой Евгением IV);
  - вакансия (1431 — 1440);
- Джерардо Ландриани Капитани — (8 января 1440 — 9 октября 1445, до смерти);
  - Хуан де Сеговия — (2 октября 1440 — 24 мая 1458, до смерти — псевдокардинал антипапы Феликса V);
  - Жорди д’Орнос — (1441 — 1452, до смерти — псевдокардинал антипапы Феликса V);
- Хуан де Торквемада, O.P. — (1446 — 1460, назначен кардиналом-епископом Палестрины);
  - вакансия (1460 — 1469);
- Амико Аньифили — (13 октября 1469 — 9 ноября 1476, до смерти);
- Стефано Нардини — (12 ноября 1476 — 22 октября 1484, до смерти);
- Жорже да Кошта — (8 ноября 1484 — 15 октября 1489, назначен кардиналом-священником Сан-Лоренцо-ин-Лучина);
  - вакансия (1489 — 1496);
- Хуан Лопес — (24 февраля 1496 — 5 августа 1501, до смерти);
- Хуан Кастельяр-и-де-Борха — (12 июня 1503 — 1 января 1505, до смерти);
- Марко Виджерио делла Ровере, O.F.M.Conv. — (17 декабря 1505 — 29 октября 1511), in commendam  (29 октября 1511 — 18 июля 1516, до смерти);
- Бандинелло Саули, in commendam — (1511 — 1516); в титуле (18 июля 1516 — 22 июня 1517, низложен и 31 июля 1517 — 29 марта 1518, до смерти);
- Акилле Грасси — (6 июля 1517 — 22 ноября 1523, до смерти);
- Франческо Армеллини Панталасси де Медичи — (22 ноября 1523 — октябрь 1527 или 8 января 1528, до смерти);
- Лоренцо Кампеджо — (27 апреля 1528 — 5 сентября 1534, назначен кардиналом-епископом Альбано);
- Антонио Сансеверино, O.S.Io.Hieros — (5 сентября 1534 — 28 ноября 1537, назначен кардиналом-епископом Палестрины);
- Джанвинченцо Карафа — (28 ноября 1537 — 4 августа 1539, назначен кардиналом-епископом Палестрины);
- Марино Гримани — (4 августа 1539 — 13 марта 1541, назначен кардиналом-епископом Фраскати);
- Франческо Корнаро старший — (23 марта — 14 ноября 1541, назначен кардиналом-епископом Альбано);
- Антонио Пуччи — (14 ноября 1541 — 15 февраля 1542, назначен кардиналом-епископом Альбано);
- Филипп де Ла Шамбр, O.S.B. — (15 февраля 1542 — 24 сентября 1543, назначен кардиналом-епископом Фраскати);
- Джанпьетро Караффа — (24 сентября 1543 — 17 октября 1544, назначен кардиналом-епископом Альбано);
- Родольфо Пио ди Карпи — (17 октября 1544 — 29 ноября 1553, назначен кардиналом-епископом Альбано);
- Хуан Альварес-и-Альва де Толедо, O.P. — (20 ноября 1553 — 11 декабря 1553, назначен кардиналом-епископом Альбано);
- Мигел да Силва — (11 декабря 1553 — 5 июня 1556, до смерти);
- Джованни Джироламо Мороне — (12 июня 1556 — 13 марта 1560, назначен кардиналом-епископом Альбано);
- Кристофоро Мадруццо — (13 марта 1560 — 14 апреля 1561, назначен кардиналом-епископом Альбано);
- Отто Трухсесс фон Вальдбург — (14 апреля 1561 — 18 мая 1562, назначен кардиналом-епископом Альбано);
- Тиберио Криспо — (18 мая 1562 — 7 ноября 1565, назначен кардиналом-епископом Сабины);
- Джованни Микеле Сарачени — (7 ноября 1565 — 7 октября 1566, назначен кардиналом-епископом Сабины);
- Джованни Риччи — (7 октября 1566 — 3 июля 1570, назначен кардиналом-епископом Альбано);
- Шипьоне Ребиба — (3 июля 1570 — 8 апреля 1573, назначен кардиналом-епископом Альбано);
- Джакомо Савелли — (8 апреля 1573 — 31 июля 1577, назначен кардиналом-епископом Сабины);
- Джованни Антонио Сербеллони — (31 июля 1577 — 9 июля 1578, назначен кардиналом-епископом Сабины);
- Антуан Перрено де Гранвела — (9 июля — 3 октября 1578, назначен кардиналом-епископом Сабины);
- Станислав Гозий — (3 октября 1578 — 5 августа 1579, до смерти);
- Джанфранческо Гамбара — (17 августа 1579 — 5 декабря 1580, назначен кардиналом-епископом Альбано);
- Маркус Ситтикус фон Гогенэмс — (5 декабря 1580 — 15 февраля 1595, до смерти);
- Джулио Антонио Санторио — (20 февраля 1595 — 18 августа 1597, назначен кардиналом-епископом Палестрины);
- Джироламо Рустикуччи — (18 августа 1597 — 30 марта 1598, назначен кардиналом-епископом Альбано);
- Джироламо Симончелли — (30 марта 1598 — 21 февраля 1600, назначен кардиналом-епископом Альбано);
- Алессандро Оттавиано Медичи — (21 февраля — 30 августа 1600, назначен кардиналом-епископом Альбано);
- Антонио Мария Сальвиати — (30 августа 1600 — 16 апреля 1602, до смерти);
- Доменико Пинелли старший — (22 апреля 1602 — 19 февраля 1603, назначен кардиналом-епископом Альбано);
- Антонио Мария Саули — (19 февраля 1603 — 7 февраля 1607, назначен кардиналом-епископом Альбано);
- Мариано Пьербенедетти — (7 февраля 1607 — 28 мая 1608, назначен кардиналом-епископом Фраскати);
- Грегорио Петроккини, O.E.S.A. — (28 мая 1608 — 24 января 1611, назначен кардиналом-священником Сан-Лоренцо-ин-Лучина);
- Франческо Мария Борбоне дель Монте Санта Мария — (24 января 1611 — 4 июня 1612, назначен кардиналом-священником Сан-Лоренцо-ин-Лучина);
- Пьетро Альдобрандини — (4 июня 1612 — 31 августа 1620, назначен кардиналом-епископом Сабины);
- Бартоломео Чези — (31 августа 1620 — 29 марта 1621, назначен кардиналом-священником Сан-Лоренцо-ин-Лучина);
- Бонифацио Бевилакква — (29 марта 1621 — 27 сентября 1623, назначен кардиналом-епископом Сабины);
- Франц Сераф фон Дитрихштайн — (27 сентября 1623 — 23 ноября 1636, до смерти);
- Джулио Савелли — (10 ноября 1636 — 28 марта 1639, назначен кардиналом-епископом Фраскати);
- Гвидо Бентивольо — (28 марта 1639 — 1 июля 1641, назначен кардиналом-епископом Палестрины);
- Козимо де Торрес — (1 июля 1641 — 1 мая 1642, до смерти);
- Антонио Барберини старший, O.F.M.Cap. — (26 мая 1642 — 11 сентября 1646, до смерти);
- Федерико Корнаро младший — (19 ноября 1646 — 29 апреля 1652, назначен кардиналом-епископом Альбано);
- Джулио Чезаре Саккетти — (29 апреля 1652 — 23 сентября 1652, назначен кардиналом-епископом Фраскати);
- Марцио Джинетти (23 сентября 1652 — 9 июня 1653, назначен кардиналом-епископом Альбано);
- Джироламо Колонна — (9 июня 1653 — 21 апреля 1659, назначен кардиналом-священником Сан-Лоренцо-ин-Лучина);
- Джованни Баттиста Мария Паллотта — (21 апреля 1659 — 21 ноября 1661, назначен кардиналом-священником Сан-Лоренцо-ин-Лучина);
- Ульдерико Карпенья — (21 ноября 1661 — 11 октября 1666, назначен кардиналом-епископом Альбано);
- Никколо Альбергати Людовизи — (11 октября 1666 — 19 октября 1676, назначен кардиналом-епископом Сабины);
- Луиджи Омодеи старший — (19 октября 1676 — 13 сентября 1677, назначен кардиналом-священником Санта-Прасседе);
- Пьетро Витто Оттобони — (13 сентября 1677 — 8 января 1680, назначен кардиналом-священником Санта-Прасседе);
- Франческо Альбицци — (8 января 1680 — 1 декабря 1681, назначен кардиналом-священником Санта-Прасседе);
- Карло Пио ди Савойя младший — (1 декабря 1681 — 15 февраля 1683, назначен кардиналом-епископом Сабины);
- Дечио Аццолино — (15 февраля 1683 — 13 ноября 1684, назначен кардиналом-священником Санта-Прасседе);
- Палуццо Палуцци Альтьери дельи Альбертони — (13 ноября 1684 — 28 февраля 1689, назначен кардиналом-епископом Сабины);
- Джулио Спинола — (28 февраля — 29 октября 1689, назначен кардиналом-священником Санта-Прасседе);
- Гаспаре Карпенья — (19 октября 1689 — 27 января 1698, назначен кардиналом-епископом Сабины);
- Джамбаттиста Спинола старший — (7 апреля 1698 — 4 января 1704, до смерти);
- Урбано Саккетти — (14 января 1704 — 6 апреля 1705, до смерти);
- Леандро Коллоредо, Orat. — (27 апреля 1705 — 11 января 1709, до смерти);
- Томмазо Руффо — (28 января 1709 — 1 июля 1726, назначен кардиналом-епископом Палестрины);
- Пьер Марчеллино Коррадини — (11 сентября 1726 — 15 декабря 1734, назначен кардиналом-епископом Фраскати);
- Джорджо Спинола — (15 декабря 1734 — 16 декабря 1737, назначен кардиналом-священником Санта-Прасседе);
- Антонио де Бельюга-и-Монкада, Orat. — (16 декабря 1737 — 3 сентября 1738, назначен кардиналом-священником Санта-Прасседе);
- Франческо Антонио Фини — (3 сентября 1738 — 16 сентября 1740, назначен кардиналом-священником Сан-Пьетро-ин-Винколи);
- Джузеппе Аккорамбони — (16 сентября 1740 — 11 марта 1743, назначен кардиналом-епископом Фраскати);
- Франческо Антонио Фини — (11 марта — 5 апреля 1743, до смерти);
- Франческо Шипионе Мария Боргезе — (20 мая 1743 — 25 сентября 1752, назначен кардиналом-епископом Альбано);
- Джузеппе Спинелли — (25 сентября 1752 — 9 апреля 1753, назначен кардиналом-епископом Палестрины);
- Хоакин Фернандес де Портокарреро — (9 апреля 1753 — 20 сентября 1756, назначен кардиналом-епископом Сабины);
- Камилло Паолуччи — (20 сентября 1756 — 22 ноября 1758, назначен кардиналом-епископом Фраскати);
- Джакомо Одди — (22 ноября 1758 — 12 февраля 1759, назначен кардиналом-священником Санта-Прасседе);
- Генрих Бенедикт Стюарт — (12 февраля 1759 — 13 июля 1761), in commendam (13 июля 1761 — 14 января 1763, назначен кардиналом-священником Сан-Лоренцо-ин-Дамазо in commendam);
- Фабрицио Сербеллони — (21 марта 1763 — 16 мая 1763, назначен кардиналом-епископом Альбано);
- Пьетро Колонна Памфили — (1 декабря 1766 — 4 декабря 1780, до смерти);
- Джованни Оттавио Манчифорте Сперелли — (2 апреля — 5 июня 1781, до смерти);
  - вакансия (1781 — 1789);
- Томмазо Античи — (3 августа 1789 — 7 марта 1798, до смерти);
- Франческо Мария Пиньятелли младший — (2 апреля 1800 — 14 августа 1815, до смерти);
- Аннибале Серматтеи, граф делла Дженга — (29 апреля 1816 — 28 сентября 1823, избран Папой Львом XII);
- Джованни Франческо Фальцакаппа — (17 ноября 1823 — 5 июля 1830, назначен кардиналом-епископом Альбано);
- Раффаэле Мацио — (5 июля 1830 — 4 февраля 1832, до смерти);
- Бенедетто Барберини — (2 июля 1832 — 16 июня 1856), in commendam (16 июня 1856 — 10 апреля 1863, до смерти);
  - вакансия (1863 — 1874);
- Алессандро Франки — (16 января 1874 — 31 июля 1878, до смерти);
- Лоренцо Нина — (28 февраля 1879 — 25 июля 1885, до смерти);
- Джеймс Гиббонс — (17 марта 1887 — 24 марта 1921, до смерти);
- Джованни Таччи Порчелли — (16 июня 1921 — 30 июня 1928, до смерти);
- Педро Сегура-и-Саэнс — (28 октября 1929 — 8 апреля 1957, до смерти);
- Стефан Вышиньский — (18 мая 1957 — 28 мая 1981, до смерти);
- Юзеф Глемп — (2 февраля 1983 — 23 января 2013, до смерти);
- Лорис Франческо Каповилла — (22 февраля 2014 — 26 мая 2016, до смерти);
- Карлос Осора Сьерра — (19 ноября 2016 — по настоящее время).